# Премия RU.TV 2017
VII премия вручения Русской Музыкальной Премии телеканала RU.TV 2017 — седьмая музыкальная премия телеканала RU.TV.
Церемония вручения прошла 27 мая 2017 года в московском концертном зале Crocus City Hall.
26 апреля на pre-party телеканала RU.TV были объявлены имена ведущих, которыми стали уже известные по прошлому году Филипп Киркоров и Елена Север, а также Loboda и Александр Ревва.

## Голосование
26 апреля на pre-party телеканала RU.TV были объявлены номинанты музыкальной премии, с мероприятия велась прямая трансляция в социальных сетях, поэтому зрители могли узнать номинации раньше. Оглашение номинантов для зрителей произошло 27 апреля в программе «Стол заказов» 14:00. Голосование за артистов было открыто на официальном сайте телеканала RU.TV в период с 27 апреля вплоть до 27 мая 2017 года. 27 мая телеканал подсчитал голоса и подвёл итоги голосования, которые были объявлены вечером того же дня. Прямая трансляция, начиная с Красной дорожки, проходила 27 мая с 17:00.

## Выступления
| Исполнитель                    | Песня                        |
| ------------------------------ | ---------------------------- |
| «Время и Стекло»               | «Навернопотомучто»           |
| Макс Барских                   | попурри «Туманы», «Неверная» |
| Полина Гагарина                | «Драмы больше нет»           |
| Сергей Лазарев                 | «Lucky Stranger»             |
| Зара                           | «Миллиметры»                 |
| Александр Ревва                | «#какчелентано»              |
| Ани Лорак и Мот                | «Сопрано»                    |
| Loboda                         | «Случайная»                  |
| Наргиз и Максим Фадеев         | «Вдвоём»                     |
| ЮрКисс и ВладиМир              | «Едем в Крым»                |
| Нюша                           | «Тебя любить»                |
| Quest Pistols Show и Open Kids | «Круче всех»                 |
| «Руки Вверх»                   | «Забери ключи»               |
| Burito                         | «Мегахит»                    |
| Стас Михайлов и Елена Север    | «Не зови, не слышу»          |
| Алексей Воробьёв               | «Самая красивая»             |

## Номинации[7]
Победители отмечены галочкой.
| Лучший певец | Лучшая певица |
| --- | --- |
| - Сергей Лазарев - Стас Михайлов - Макс Барских - Григорий Лепс - Валерий Меладзе | - Нюша - LOBODA - Зара - Ёлка - Ани Лорак |
| Лучшая группа | Лучший креатив |
| - Serebro - «Руки Вверх» - «А’Студио» - «Градусы» - Artik & Asti | - «Дискотека Авария» feat. Филипп Киркоров — «Яркий я» - Леонид Руденко feat. A-DESSA — «Бабушка» - «Фабрика» — «Полюбила» - «Руки Вверх» — «Когда мы были молодыми» - LOBODA — «Твои глаза»                                                                 |
| Лучший дуэт | Лучшая песня |
| - Марсель feat. Artik & Asti — «Не отдам» - Максим Фадеев feat. Наргиз — «Вдвоём» - Мот feat. Ани Лорак — «Сопрано» - Алексей Воробьёв feat. Коля Коробов — «Ямайка» - Джиган feat. Стас Михайлов — «Любовь-наркоз»                                                                | - «Время и Стекло» — «Навернопотомучто» - LOBODA — «Твои глаза» - Максим Фадеев feat. Наргиз — «Вдвоём» - Егор Крид — «Мне нравится» - Ани Лорак — «Удержи моё сердце»                                                                                       |
| Лучший Хип-Хоп проект | Лучший клип, снятый в Крыму |
| - L’One - Джиган - Лигалайз - Каста - Баста | - Хор Турецкого — «С тобой и навсегда» - Юркисс и ВладиМир — «Едем в Крым» - Влад Топалов — «Параллельная» - Денис Майданов — «Что оставит ветер» - Алексей Воробьёв — «Счастлив сегодня и здесь»                                                            |
| Лучший клип, снятый за рубежом | Лучший видеоклип |
| - Елена Темникова — «Ревность» (США) - Филипп Киркоров — «Любовь или обман» (Объединённые Арабские Эмираты) - Зара — «Миллиметры» (Объединённые Арабские Эмираты, Украина) - Юля Паршута — «Асталависта» (Португалия) - Николай Басков и Алина Август — «Ждать тебя» (Испания)     | - Нюша — «Целуй» (реж. Сергей Солодкий) - IOWA — «Мои стихи, твоя гитара» (реж. Виктория Попова) - Ани Лорак — «Удержи моё сердце» (реж. Алан Бадоев) - Валерий Меладзе — «Прощаться нужно легко» (реж. Коляденко) - МакSим — «Штампы» (реж. Рустам Романов) |
| Кино и музыка | Лучшее концертное шоу |
| - Елена Темникова feat. ST — «Сумасшедший русский» (фильм «Защитники») - Филипп Киркоров — «О любви» (фильм «Экипаж») - Lanskov&CO — «Падаю» (сериал «Физрук») - MBAND — «Балерина» (мультфильм «Балерина») - «Город 312» — «Вспомни обо мне, когда пойдёт дождь» (фильм «Викинг») | - Николай Басков — «Игра» - Сергей Лазарев — THE BEST - Анита Цой — «10\|20» - Нюша — «Шоу 9 жизней» - Филипп Киркоров — «Я» |
| Лучший танцевальный клип | Лучший старт |
| - «Время и Стекло» — «Навернопотомучто» - Артур Пирожков — «#какчелентано» - Open Kids feat. Quest Pistols Show — «Круче всех» - Тимур Родригез — «Безбашенный» - Monatik — «Кружит»                                                                                               | - Ольга Бузова — «Привыкаю» - Filatov & Karas feat. Masha — «Лирика» - Алекс Малиновский — «Я тебя не отдам» - «Грибы» — «Тает лёд» - ESTRADARADA — «Вите надо выйти»                                                                                        |
| Специальные номинации | |
| Артист года | Фан или профан |
| - Филипп Киркоров | - Нюша |
| Спецприз за проект #Жить | |
| - Игорь Матвиенко | |